# Catacantha obliqua
Catacantha obliqua är en fjärilsart som beskrevs av Eugène Louis Bouvier. Catacantha obliqua ingår i släktet Catacantha och familjen påfågelsspinnare. Inga underarter finns listade i Catalogue of Life.